# ほめことば
ほめことばは、歌舞伎で、役者をほめたたえるために発し、投げかけられることばである。

## 概要
舞台上のある役者が、あらたに登場してくる役者をほめる場合と、舞台上で演技中の役者に観客席の観客が投げかける場合とがあった。
前者は、天和以前から、あるいは元禄ころから、作者は脚本の一部に「ほめことば」を挿入し、役者の口から、共演役者の容貌的な魅力をほめさせたものである。「続耳塵集」にある、若立役の出端を女形がほめる言葉を引けば、「ようよう立艶姿に伊達風流股立袴すそ高くたつたの川にあらねとも紅葉の顔に薄化粧浅黄羽織の紐きやしやに結ひとめたる恋の括り目は在原の業平もあんまりよそには御座んすまいやりたい金やりたい小指かはるなかはらし二世までとかはす枕ににくまれて浮世も後生も後の日も思ひの淵に身は沈むさてもさても見事な御器量てあるわいな」。縁語、掛詞などをふんだんに自由自在に用い、美文的なものであった。
後者の場合は、1人または複数の決められた観客が花道上に上がり、ひいきの役者に対して賛辞的なつらねを発した。江戸に起こり、のち上方でも行われるようになった。劇場においては明治29年、市川團十郎が歌舞伎座で助六を演じた時、吉原の幇間によっておこなわれたのが最後であろうという。
正本として刊行されたものもある。この成功者の代表は近松門左衛門であった。
歌舞伎が「古典芸能」扱いされるようになると、舞台と観客席との間のこのような遊戯的即興的な交流はおこなわれなくなった。